# Malone (Floryda)
Malone – miasto w Stanach Zjednoczonych, w stanie Floryda, w hrabstwie Jackson.